# Spinosaurus (Parque Jurásico)
El dinosaurio sin nombre (nombre en código Activo 87) es un Spinosaurus ficticio presentado en Jurassic Park III y sirve como un antagonista importante a lo largo de la película, que popularizó al animal.
No sería hasta 20 años después, en 2021, cuando el Spinosaurus regrese en la serie de Netflix, Jurassic World: Camp Cretaceous, sirviendo como una amenaza para los personajes principales en las temporadas 4 y 5.

## Fondo ficticio

### Fondo
Poco después de la adquisición de InGen por parte de Masrani Global Corporation y después de la aprobación de la Ley Gene Guard, en 1999, varios científicos de InGen sin nombre fueron enviados a Isla Sorna para clonar varios dinosaurios en secreto para experimentos genéticos y pruebas de amalgama. Spinosaurus fue uno de los pocos dinosaurios clonados en el laboratorio de Embryonics Administration, junto con Ankylosaurus, Ceratosaurus y Corythosaurus, en algún momento después de 1997. Como tal, y siendo mucho después del Incidente de Isla Nublar, no era un dinosaurio en la Lista de InGen y no estaba planeado para ser una atracción en Jurassic Park . Este, junto con las otras especies nuevas, fue liberado más tarde al ecosistema y se cubrió todo rastro de su creación. No se sabe si la empresa tenía su ADN antes, ya que no aparecía en la lista de InGen anteriormente.
Después de ser clonado y experimentado durante 9 meses en 1999, el personal anónimo de InGen liberó al dinosaurio junto con los otros dinosaurios criados ilegalmente. Fue el dinosaurio carnívoro más grande de Isla Sorna, con 6 metros (19,7 pies) de altura (incluida la vela), 13,4 metros (43,8 pies) de largo y un peso de 8 toneladas (16 000 libras) en 2001. Al ser creado ilegalmente y sin el conocimiento de los superiores de InGen o Masrani, se desconoce si el Spinosaurus y los otros dinosaurios nuevos se vieron afectados o incluso fueron criados para incluir la deficiencia de lisina que afectó a los dinosaurios originales. Solo se sabe que un individuo vivió en la isla. Tomó residencia en las junglas del noreste y se convirtió en el principal depredador de la región. El Spinosaurus era extremadamente territorial y parecía tener un interés biológico en acabar con su competidor, el Tyrannosaurus rex, el depredador ápice anteriormente dominante en la isla.

### Parque Jurásico III
Durante su tiempo perdido en Isla Sorna, Eric Kirby aprendió que aunque la orina del Tyrannosaurus rex puede asustar a los pequeños dinosaurios como Compsognathus, también puede atraer a Spinosaurus, lo que refuerza la territorialidad de Spinosaurus en relación con Tyrannosaurus .
Amanda Kirby, la madre de Eric, aparentemente atrajo a un Spinosaurus que la seguiría a ella y a su grupo durante todo el incidente gritando el nombre de su hijo desaparecido a través de un megáfono. Cooper, uno de los mercenarios contratados por la familia Kirby, vio al gran dinosaurio y comenzó a dispararle con su rifle mientras sus compañeros mercenarios, Udesky y MB Nash, huían del área. El ataque no logró detener al Spinosaurus y el dinosaurio hirió el brazo de su atacante. Esto hizo que el grupo de Cooper intentara desesperadamente abandonar la isla en su avión.
Cooper corrió frente al avión mientras rodaba por la pista de aterrizaje e intentó convencer a Nash de que detuviera el avión. El Spinosaurus rápidamente emergió a la derecha del mercenario herido y procedió a devorarlo justo cuando el avión se preparaba para despegar. El avión chocó con el flanco del Spinosaurus solo unos segundos después de quitarle la vida a su primera víctima. La colisión no causó más que una lesión menor al gran terópodo, aunque el avión se estrelló contra un árbol en la jungla circundante.
El Spinosaurus pronto encontró rápidamente al resto del grupo de Cooper dentro del avión dañado, retiró la cabina y agarró la pierna de Nash con sus fuertes mandíbulas. Nash luchó desesperadamente contra el agarre del Spinosaurus agarrando las piernas de Amanda Kirby, pero a pesar de sus esfuerzos y los de Udesky, lo sacaron rápidamente del avión y lo mataron mientras intentaba escapar. El Spinosaurus emitió un fuerte rugido que sacudió el avión violentamente hasta que cayó del árbol al suelo. Con los pasajeros ahora bajo sus pies, el Spinosaurus continuó su alboroto. Luego, el Spinosaurus procedió a rodar el avión ya dañado hacia sí mismo, lo aplastó con el pie y clavó su cabeza en la parte restante, buscando a los humanos en el interior. El Dr. Alan Grant y su equipo huyeron de los restos que el Spinosaurus estaba buscando, con la esperanza de perderlos de vista. El Spinosaurus se apresuró a seguirlos y comenzó a perseguirlos por toda la jungla solo para ser detenido por un grupo de árboles que le impidió temporalmente continuar su persecución. El Spinosaurus logró sortear el bloqueo y se encontró con su presa poco después que huía del Tyrannosaurus.
Se produjo un conflicto tan pronto como el Spinosaurus y el Tyrannosaurus rex se vieron. El tiranosaurio fue el primero en atacar, tomó medidas drásticas contra el cuello del espinosaurio con sus fuertes mandíbulas y lo sujetó al suelo. No obstante, el Spinosaurus rápidamente se puso de pie y se liberó del agarre del Tyrannosaurus, aprovechando la oportunidad para tratar de morder los flancos de su oponente, y el T. rex también hizo lo mismo. Entonces, el T. rex decidió cargar de cabeza contra el Spinosaurus, empujándolo hacia adelante, aunque esto lo dejó vulnerable a su próximo ataque. El Spinosaurus mordió el cuello del Tyrannosaurus, procedió a agarrarlo con sus poderosos antebrazos y lo partió, matando al Tyrannosaurus rex . El Spinosaurus rugió triunfalmente mientras reclamaba el cadáver de su reciente presa. La batalla permitió a los visitantes humanos finalmente escapar del vicioso Spinosaurus, pero se encontrarían con el terópodo gigante varias veces durante el incidente.
Cuando el Spinosaurus consumió a los mercenarios, su ropa y equipo no fueron digeridos. El más notable de los objetos fue el teléfono satelital de Paul Kirby que le dio a Nash y que sonaba dentro de su estómago. Eric, que acababa de conocer a Alan Grant, escuchó el timbre del teléfono satelital de su padre y asumió que su familia estaba en el área. Aunque él y Grant se reunieron con su familia en los lados opuestos de la gran cerca del perímetro del observatorio Isla Sorna Aviary, pronto se dieron cuenta de la presencia del Spinosaurus detrás de ellos después de darse cuenta de que Paul no tenía su teléfono.
Tan pronto como el grupo recién reunido vio el Spinosaurus, comenzó a perseguir a Eric y Alan, pero los dos llegaron al otro lado de la cerca arrastrándose por un agujero que había en ella. Por un breve momento, el depredador pareció haber sido desviado, incapaz de pasar la valla, hasta que el Spinosaurus atravesó la valla perimetral. Con su único medio de defensa contra el Spinosaurus penetrado, el Dr. Alan Grant, la familia Kirby y su colega Billy Brennan huyeron hacia el laboratorio de campo de Isla Sorna. Una vez dentro, Paul Kirby y Alan Grant bloquearon las puertas justo antes de que el Spinosaurus pudiera entrar. A diferencia de la cerca que rodeaba el laboratorio, las puertas impidieron con éxito que el Spinosaurus las penetrara. Desinteresado, el dinosaurio pronto se fue.
Más tarde, el grupo volvió a adquirir el teléfono satelital al hurgar en el estiércol del Spinosaurus que contenía los restos de Nash y Cooper. El olor del estiércol del gran depredador disuadió a un Ceratosaurus de atacarlos potencialmente.
El Spinosaurus hizo un último intento de matar a los humanos antes de que el incidente terminara acechando su bote que usaron para escapar del aviario de Isla Sorna de sus habitantes durante una tormenta eléctrica que comenzó en la noche. Nadaba en silencio, escondido bajo las aguas profundas del río que subía mientras caía la lluvia de la tormenta, el único indicio de su presencia eran los bonitos nativos que se alejaban nadando temerosos de él y la punta de su vela emergiendo del agua. El Spinosaurus comenzó su ataque chocando contra la parte trasera del bote, emergió del agua y procedió a dañar severamente la consola central del bote y el tanque de combustible, causando una fuga rápida.
La familia Kirby y Grant se encerraron en una gran jaula en la embarcación para protegerse del alboroto del Spinosaurus . Sin embargo, su intento resultó inútil cuando el Spinosaurus tiró de la jaula al agua, casi ahogando a las personas que estaban dentro cuando se sumergió. Mientras el Spinosaurus se agitaba en el agua buscándolos, el atrapamiento aterrizó en algunas rocas, lo que permitió que la parte superior del recinto saliera a la superficie y les dio a los humanos atrapados el oxígeno que necesitaban, aunque el dinosaurio rápidamente aprovechó esto. Metió su brazo en la jaula y agarró a Amanda Kirby, preparándose para matarla. Su esposo, Paul, que salió nadando de la jaula una vez que se sumergió, distrajo con éxito al depredador gritando desde una grúa medio sumergida a la que acababa de subir. Esto, a su vez, permitió que los demás escaparan de la jaula.
Con Paul Kirby acaparando toda su atención, el Spinosaurus respondió a sus llamadas dándole a la grulla dos empujones con la cabeza, lo que provocó que Paul Kirby casi cayera al río embravecido, colgando sin nada más a lo que agarrarse. Posteriormente, el Dr. Alan Grant encontró la pistola de bengalas del barco en el lecho del río cerca del encierro y disparó al Spinosaurus con ella. La bengala no hizo daño a su objetivo, pero una vez que cayó al agua, encendió el petróleo que se había filtrado del bote al río. Temeroso del fuego que lo rodeaba, el Spinosaurus huyó del área cuando la grúa se derrumbó a su alrededor, poniendo fin a su participación en el Incidente de Isla Sorna de 2001.

### mundo Jurásico
Un esqueleto de Spinosaurus aparece en Jurassic World, en exhibición en el parque temático. El esqueleto se destruye más tarde cuando un T. rex se libera y lo atraviesa, como venganza por la escena anterior en Jurassic Park III / 

### Jurassic World: Campamento Cretácico

#### Temporada 4
El mismo Spinosaurus fue reubicado en Mantah Corp Island y Kash lo designó como "Activo 87", destinado a su uso en anillos de lucha. En ese momento, tenía 17 años y pesaba más de 10 toneladas (20 000 libras). Kash liberó al dinosaurio en el biodomo del desierto de la isla para probar cuánto tiempo podría sobrevivir allí. Mientras deambulaba por su nuevo entorno, se encontró y persiguió a Kenji Kon, Brooklynn, Yasmina Fadoula, Sammy Gutierrez y Ben Pincus. Mientras los campistas corren, se retiran a los acantilados rocosos donde el Spinosaurus no puede alcanzarlos. Sin embargo, la situación de los campistas empeoró cuando el Smilodon los persiguió en las cavernas hasta un callejón sin salida. Sin embargo, antes de que el tigre con dientes de sable pudiera terminar el trabajo, el Spinosaurus salió disparado de la pared detrás de los campistas y mató al gran felino, sujetándolo con sus fauces y arrastrándolo. Así, sin querer salvó a los campistas. El terópodo luego trató de matar a los campistas, quienes escaparon por poco del agarre del terópodo. El Spinosaurus se colocó en el bioma del desierto a instancias de Kash para ver cuánto duraría en el alto calor del medio ambiente.
Más tarde ese día, se le ordenó a Darius Bowman que colocara un chip en el Spinosaurus en un intento de controlarlo. Mientras Darius atrapaba al animal durmiendo, se despertó con el olor de Darius. Tanto el Spinosaurus como el BRAD-X que vigilaban al niño comenzaron a perseguir a Darius hacia los barrancos. Darius se metió en una abertura estrecha, por la que el terópodo no pudo pasar cuando el BRAD-X intentó disparar un rayo a Darius, quien se agachó e hizo que el rayo golpeara al Spinosaurus . Darius usó la distracción para pasar corriendo junto al Spinosaurus, que luego agarró el BRAD-X y lo estrelló contra el suelo. El Spinosaurus continuó su persecución hacia Darius, quien encontró una vieja cabeza de BRAD, a la que logró abrir la boca y soltar su gas tranquilizante antes de arrojárselo al Spinosaurus . Todavía enfurecido, el Spino se quedó sin gasolina, aunque inevitablemente sucumbió al gas y finalmente se durmió. Justo antes de que Darius pudiera ponerle un chip al animal dormido, Brooklynn pudo piratear el BRAD-X y decirle a Darius que no tenía que hacerlo y que ahora controlaba el BRAD-X. Más tarde, se observó que el ADN del Spinosaurus se extrajo y se combinó con el ADN del Sinoceratops para crear un nuevo híbrido, llamado Spinoceratops.
El Spinosaurus atacó a Brooklynn, Yasmina y Sammy nuevamente, junto con los híbridos juveniles. Sin embargo, los campistas y los híbridos escaparían de regreso al edificio.

#### Temporada 5
El Spinosaurus luego cae bajo el control mental de Daniel Kon, persiguiendo a los campistas junto con otros tres dinosaurios. Durante la última batalla de los campistas y los dinosaurios libres, el carnívoro gigante lucha contra Little Eatie antes de que Daniel lo envíe a él y a los demás tras el T. rex al mismo tiempo. Big Eatie salva a su hija, matando a Limbo, pero luego Spino la agarra por la cola y la tira al suelo, aunque logra patearlo en la cara y ponerse de pie para luchar cara a cara, aunque termina mal. abrumada, terminando con el terópodo más grande aparentemente rompiéndole el cuello y dejándola mortalmente herida.
El Spinosaurus, bajo el control de Hawkes, abandonó Big Eatie y continúa persiguiendo a los campistas, arrinconando y casi devorando a Darius antes de que Kenji intervenga. Aunque Daniel acepta perdonar a Darius a cambio de la contraseña de su computadora, de todos modos intenta que se coma a Darius. Darius es salvado por Big Eatie, que había sobrevivido a la pelea anterior. Big Eatie destruye el controlador de Hawkes, liberando al Spinosaurus, y luego choca contra el terópodo más grande, derribándolo, aunque antes de que el Spinosaurus pueda atacar, Little Eatie aparece y, en lugar de luchar contra los dos a la vez, el Spinosaurus se retira.
Para 2018, Spinosaurus fue objeto de crueldad, pero se desconoce si hubo poblaciones sobrevivientes. El productor ejecutivo, Scott Kreamer, ha dicho en una entrevista con el youtuber Swrve, que el Spinosaurus todavía reside en Mantah Corp Island y no ha fallecido en el año 2018.

## Fondo de producción

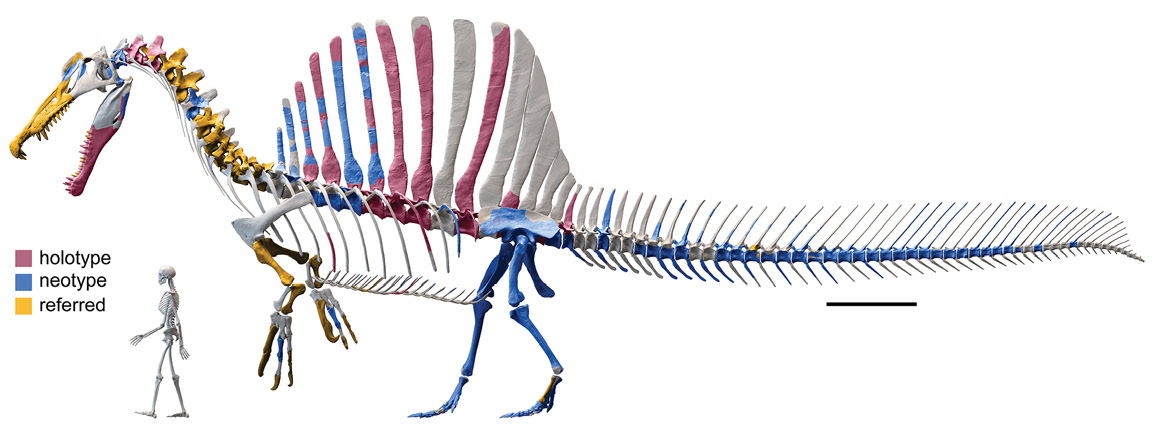
Recreación del esqueleto de Spinosaurus.

Después de las dos películas anteriores, los cineastas querían reemplazar al T. rex con un nuevo dinosaurio antagonista. Baryonyx fue originalmente considerado,  antes de que John R. Horner convenciera a los cineastas de elegir su dinosaurio carnívoro favorito: Spinosaurus, un animal más grande que el T. rex . Spinosaurus tenía una vela distintiva en su espalda; director, Joe Johnston dijo: "Muchos dinosaurios tienen una silueta muy similar a la del T-Rex ... y queríamos que la audiencia reconociera instantáneamente esto como algo más".
El Spinosaurus se basó en registros limitados que sugerían cómo era el animal real. Una escena de la película muestra al Spinosaurus nadando, una habilidad que se creía que poseía el animal real en ese momento. Investigaciones posteriores probaron esta teoría, sugiriendo que el animal era principalmente un dinosaurio acuático, mientras que la versión cinematográfica se representaba en gran medida como un animal terrestre. Los rugidos del Spinosaurus en la película se crearon mezclando los sonidos guturales bajos de un león y un caimán, el llanto de un cachorro de oso y el llanto prolongado de un pájaro grande que le dio a los rugidos una calidad áspera.
El equipo de Stan Winston creó el Spinosaurus durante un período de 10 meses, comenzando con una versión maquetada en escala 1/16. A esto le siguió una versión a escala 1/5 con más detalles y, finalmente, la versión a escala real. El animatrónico Spinosaurus se construyó desde las rodillas, mientras que las tomas de cuerpo completo se crearon a través de CGI. El animatrónico medía 44 pies de largo, pesaba 13 toneladas y era más rápido y poderoso que el T. rex de 9 toneladas. Winston y su equipo tuvieron que quitar una pared para sacar el animatrónico Spinosaurus de su estudio. Luego fue transportado en un camión de plataforma al lote de Universal Studios, donde se tuvo que diseñar un escenario de sonido específicamente para acomodar al gran dinosaurio. El Spinosaurus se colocó en una pista que permitió que la criatura se moviera hacia adelante y hacia atrás para filmar. Se requirieron cuatro técnicos de Winston para operar completamente el animatrónico. Tenía 1.000 caballos de fuerza, en comparación con el T. rex que operaba a 300 caballos de fuerza. Johnston dijo: "Es como la diferencia entre una camioneta familiar y un Ferrari ". Para una escena en la que el Spinosaurus pisotea un avión estrellado, el equipo de Winston creó una pierna de Spinosaurus a escala real, controlada por titiriteros. La pierna, suspendida en el aire por dos postes, se estrelló contra el fuselaje de un avión para una serie de disparos.

## Recepción
Rafarl Sarmiento de ScreenRant lo incluyó como el cuarto mejor dinosaurio en la franquicia de Jurassic Park, afirmando que "el espinosaurio sirvió como un bienvenido cambio de ritmo del típico combo rapaz / T-Rex. También fue bueno ver el esfuerzo puesto en un animatrónico real para varias tomas, algo de lo que carecen críticamente las películas de Jurassic World ".
En Jurassic Park III, el Spinosaurus mata a un T. rex durante la batalla. Algunos fanáticos de la serie Jurassic Park estaban molestos con la decisión de matar al T. rex y reemplazarlo. Horner dijo más tarde que el dinosaurio no habría ganado contra un T. rex , creyendo que era probable que Spinosaurus solo comiera pescado.